# Vil·la Consol
La Vil·la Consol, o casa Joaquim Petit, és un edifici residencial del barri de Vallvidrera, el Tibidabo i les Planes de Barcelona, situat a la plaça de Vallvidrera, número 9, cantonada a la carretera de Sarrià a Vallvidrera, declarat bé amb elements d'interès (C).
És un edifici d'habitatges dissenyat el 1907 pel mestre d'obres Josep Masdéu i Puigdemasa, però en construir-se el 1911, el terrat es canvià per la teulada per aprofitar les golfes i el coronament apuntat de la cantonada. El llenguatge formal és plenament modernista, amb uns interessants balcons amb la llosana bombada, semicirculars a la cantonada, i esgrafiats de temàtica vegetal al gust de l'època.